# Мађарска форинта
Форинта (мађ. forint, ИСО кôд: HUF) је званична валута Мађарске. Званично се дели на 100 филера иако нису у оптицају од 1999. Међународна ознака је HUF 348 а ознака у мађарском језику Ft. Валуту издаје Мађарска Народна Банка. Инфлација у 2013. износи 1,7%.
Постоје новчанице од 500, 1000, 2000, 5000, 10 000 и 20 000 форинти и ковани новац у износима од 5, 10, 20, 50, 100 и 200 форинти.
Форинте су замениле претходну валуту пенгов. Пре тога је била у оптицају од 1867. до 1892. у оквиру Аустроугарског царства када ју је заменила круна.
Име је добила по Фиренци где су се ковали златници у средњем веку.

## Новчанице
|  |  | 500 Ft    | наранџаста и браон | Ференц II Ракоци       | Дворац Шарошпатак                                            |
|  |  | 1000 Ft   | плава              | Краљ Матија Корвин     | Херкулесова фонтана из тврђаве у Вишеграду                   |
|  |  | 2000 Ft   | браон              | Габор Бетлен           | Слика Виктора Мадараса „Габор Бетлен међу својим научницима“ |
|  |  | 5000 Ft   | љубичаста и зелена | Иштван Сечењи          | Каштел Сечењи у Нађценку                                     |
|  |  | 10 000 Ft | црвена и плава     | Краљ Стефан I Мађарски | Поглед на Естергом                                           |
|  |  | 10 000 Ft | црвена и плава     | Краљ Стефан I Мађарски | Поглед на Естергом                                           |
|  |  | 20 000 Ft | сива и црвена      | Ференц Деак            | Стари представнички дом у Пешти                              |